# Tiga Bolon
Tiga Bolon is een bestuurslaag in het regentschap Simalungun van de provincie Noord-Sumatra, Indonesië. Tiga Bolon telt 3222 inwoners (volkstelling 2010).